# Emphreus
Emphreus is een kevergeslacht uit de familie van de boktorren (Cerambycidae). De wetenschappelijke naam van het geslacht werd voor het eerst geldig gepubliceerd in 1864 door Pascoe.

## Soorten
Emphreus omvat de volgende soorten:
- Emphreus adlbaueri Teocchi & Sudre, 2009
- Emphreus ferruginosoides Breuning, 1971
- Emphreus ferruginosus (White, 1858)
- Emphreus fuscovariegatus (Breuning, 1940)
- Emphreus lineatipennis Breuning, 1950
- Emphreus pachystoloides (Lacordaire, 1872)
- Emphreus rotundipennis Breuning, 1950
- Emphreus tuberculosus (Aurivillius, 1910)
- Emphreus wittei Breuning, 1954